# 京都ヨドバシ
京都ヨドバシ（きょうとヨドバシ）は、京都府京都市下京区東塩小路町（京都駅前）にある、2010年11月5日にオープンした複合商業施設である。

## 概要
ヨドバシカメラが梅田以降に展開している複合商業施設形店舗である。
京都タワー北側の近鉄百貨店京都店（プラッツ近鉄。旧・京都物産館→丸物本店→京都近鉄百貨店本店）跡地に出店した。土地は京都近鉄百貨店時代の1992年までは東本願寺が保有していたもので、建物は地上8階・地下2階で、ヨドバシカメラマルチメディア京都をはじめ、京都初出店のユザワヤや地元書店の大垣書店などのテナントが入居している。
名称は他の同社の複合商業施設に倣った「ヨドバシ京都」ではなく、「京都ヨドバシ」 (Kyoto-Yodobashi) である。

### 特色
- 景観配慮のため、建物南側の木津屋橋通沿い、東側の烏丸通沿いに京都の四季を描いたステンドグラスを設置。
- 外壁ライトアップなど、建物の外部に使用する照明はLED電球を使用し、CO2排出量の削減を図っている。
- 地下1階 - 5階までのフロアに空間清浄システムを設置し、店内のウイルス・花粉や臭いの抑制を図っている[1]。
- 建物北側と西側の低層部分で壁面緑化を実施[2]。
- 渋滞を避けるための専用の駐車場出入口として北側の七条通との間に長さ約60mの連絡通路を設けている。
- 「近鉄百貨店・丸物跡」との案内があるほか、丸物が近鉄グループ入りした後の1974年（昭和49年）に設置された鐘を「元気の出る鐘」として地下出入口付近に残している。

### 館内構成
- 6階 - レストラン街「Yodobashi The Dining」、専門店「トラベル&ブック・カフェ」
- 4階・5階 - ファッションフロア（主に衣類・小物の専門店）
- 地下1階 - 3階 - ヨドバシカメラマルチメディア京都
  - 1階の南側・東側には複数のカフェ・レストランがある。
  - 1階の北東角には「京都市無形文化遺産展示室」があり、「京都祇園祭の山鉾行事」に関する展示と、休み鉾で復興事業中の大船鉾の実物展示が行われていた。（2017年7月31日で閉室、跡地は未定である。）
- 地下2階 - 専門店フロア「YodoChikaB2F」（食品スーパー、雑貨店など）

個別テナントについては公式サイト内フロアガイドを参照。

## 沿革
- 2005年7月29日 - ヨドバシカメラが近鉄百貨店京都店の借用していた土地と近鉄の建物を取得
- 2007年2月28日 - 近鉄百貨店京都店閉店
- 2010年11月5日 - 京都ヨドバシオープン
- 2011年10月24日 - 京都市無形文化遺産展示室オープン
- 2017年7月31日 - 京都市無形文化遺産展示室閉室